# 麻生久
麻生 久（あそう ひさし、1891年〈明治24年〉5月24日 - 1940年〈昭和15年〉9月6日）は、大正・昭和期の政治家・労働運動家。戦前の無産政党・社会大衆党の党首を務めた。

## 来歴・人物
大分県玖珠郡東飯田村（現：九重町）生まれ。旧制大分中学校（現：大分県立大分上野丘高等学校）、1913年第三高等学校を経て、1913年東京帝国大学仏法科に入学。学生時代はトルストイ、ツルゲーネフなどロシア文学に熱中し、これがロシア革命に関心を寄せる契機となった。また女性関係も派手であったといわれている。
東大卒業後の1917年、東京日日新聞（現：毎日新聞）に入社（後に退社）。翌1918年には東日紙上に「ピーターからレーニンまで」を連載しロシア革命を支持した。また同年には吉野作造らを担いで大正デモクラシーの啓蒙組織である「黎明会」を創設し、新渡戸稲造・大山郁夫・小泉信三・与謝野晶子ら錚々たる知識人・文化人を参加させた。木曜会に参加し、東大新人会にも先輩グループとして参加している。1919年友愛会に入り、東大時代の同期生で元司法官試補の棚橋小虎とともに、協調主義的傾向の強かった友愛会を急進的・戦闘的な組織に改革していった。12月2日、友愛会日立連合会主催演説会で、麻生ら組合幹部15人が検挙され、友愛会日立連合会は壊滅した。1920年には全日本鉱夫総連合会を設立し、足尾銅山・日立銅山・夕張炭鉱などでの争議を指導、たびたび投獄された。1923年、長男・良方が誕生。1月18日『濁流に泳ぐ』刊。
1925年、友愛会の後身である日本労働総同盟の政治部長となり、無産政党運動に参加、翌1926年に結成された労働農民党の中央執行委員となる。労働農民党が党内の左右対立により分裂すると、三輪寿壮・三宅正一・山名義鶴らとともに同年12月日本労農党を結成する。以後、日本大衆党、全国大衆党、全国労農大衆党と中間派無産政党の書記長・委員長を務める。
1932年、全国労農大衆党は社会民衆党と合併して社会大衆党となり、麻生は書記長に就任した（委員長は安部磯雄）。この頃から、軍部の「革新派」と連携することで社会主義勢力の拡大を企図するようになり、1934年陸軍省が「国防の本義と其強化の提唱」なるパンフレットを発行すると、これを「軍部の社会主義的傾向の表現」として高く評価する声明を出した。以後、親軍派で国家社会主義の信奉者でもあった亀井貫一郎とともに社大党の全体主義化を推進してゆく。
1936年東京府から衆議院議員総選挙に出馬し当選、1937年再選された。同年日中戦争が勃発すると、局地解決・事変不拡大を条件に政府を支持、軍事予算も承認した。1938年には近衛文麿を党首とする新党結成を画策した。1939年に中野正剛率いる東方会との合併を試み、右翼との連携を模索していた。
1940年2月に起きた、斎藤隆夫代議士の反軍演説問題については斎藤の衆議院除名に賛成の立場を取り、反対に回った党首の安部をはじめ、鈴木文治・片山哲・西尾末広・水谷長三郎・松本治一郎らを党除名処分とし、自らが後任の党首となった。同年、近衛の新体制運動に積極的に協力し、7月には他党に先駆けて社大党を解党させた。第2次近衛内閣においては新体制準備委員会委員となる。
1940年9月6日、心臓麻痺のため逝去。享年49。墓所は多磨霊園。

## 評価
麻生は「軍部勢力と無産勢力、天皇勢力と庶民勢力の連携によってはじめて日本の革命は行われる」と信じていた。しかし急速に軍部独裁の高まりを見せる中、軍部・日中戦争・大政翼賛会を支持し、反対派を放逐・圧迫していった麻生の態度は、戦争肯定論者ともとれる。

## 親族
- 長男：麻生良方（浅沼稲次郎秘書、衆議院議員）
- 孫（良方の子息）：麻生輝久（新宿区議会議員）

## 著書
- 『労働運動者のひとり言』 (近世社会思想叢書) 大鐙閣, 1921
- 『生きんとする群』新光社, 1923.9
- 『濁流に泳ぐ』新光社, 1923　改造社, 1930
- 『黎明』新光社, 1924
- 『無産政党の理論と実際』科学思想普及会, 1924
- 『人生を横ぎる者』新光社, 1925
- 『無産政党とは何ぞ 誕生せる労働農民党』思潮社, 1926
- 『社會主義の話』誠文堂十錢文庫 1930.11
- 『生は闘ひの上にあり』大鐙閣, 1930
- 『父よ悲む勿れ 長篇小説』先進社, 1930
- 『迫る世界戦争の危機 時局を積極的に認識せよ』(国策研究 第3輯) 国策研究社, 1938
- 『現代戦争の意義』社会大衆党出版部, 1938
- 『麻生久選集 第2 (黎明)』海口書店, 1947

翻訳
- ジエイムス・ウエルシユ『どん底の英雄 炭坑夫ロバアート・シンクレエアの物語』渡辺康夫共訳. 新光社, 1924

## 伝記
- 『麻生久伝』麻生久伝刊行委員会 編. 麻生久伝刊行委員会, 1958
- 三宅正一『激動期の日本社会運動史 賀川豊彦・麻生久・浅沼稲次郎の軌跡』現代評論社, 1973

## 関連文献
- 『麻生久伝』（麻生久伝記刊行委員会編・刊、1958年）
- 三輪建二『祖父三輪寿壮ー大衆と歩んだ信念の政治家』鳳書房、2017年